# Manuel Alegre

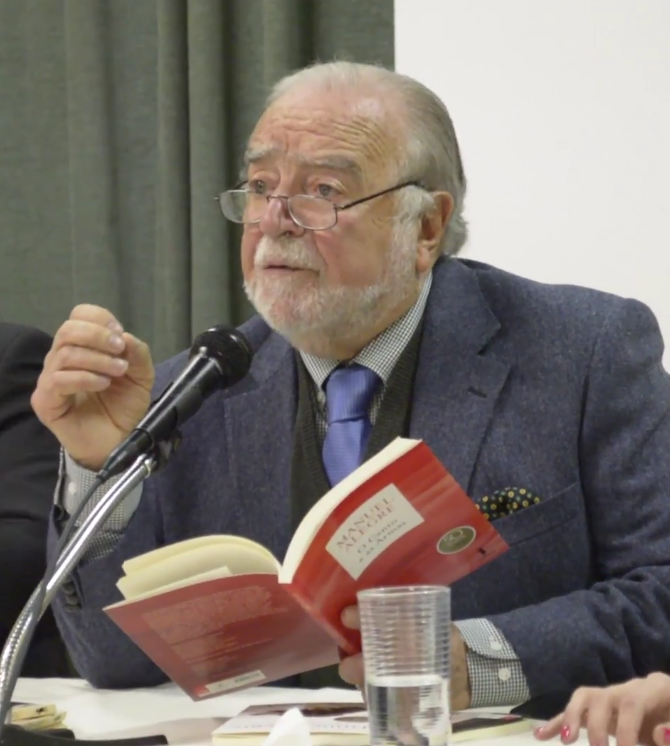
Manuel Alegre (2017)

Manuel Alegre (* 12. Mai 1936 in Águeda) ist ein portugiesischer Dichter und sozialistischer Politiker. Er war ein unabhängiger Kandidat zu der Präsidentschaftswahl 2006. Auch bei der Präsidentschaftswahl 2011 kandidierte Alegre wieder.

## Leben
Während seines Studiums der Rechte an der Universität Coimbra wurde er zum Gegner der diktatorischen Regierung António de Oliveira Salazars. Er wurde zum Militär eingezogen und auf die Azoren geschickt und später nach Angola. Dort führte seine Beteiligung an einem Versuch militärischer Rebellion zu seiner Verhaftung. Nach seiner Zeit im Gefängnis in Luanda kehrte er nach Coimbra zurück, bevor er 1964 ins Exil ging. Als Student spielte er eine aktive Rolle in der Associação Académica de Coimbra, als Mitglied der Leitung, als Athlet und in Theater und Dichtung.
Die nächsten 10 Jahre verbrachte er in Algier, wo er eine der wichtigsten Stimmen der nach Portugal ausgestrahlten Radiosendungen von Voz de Liberdade/Stimme der Freiheit war. Die Auslieferung seiner ersten Bücher wurde vom Salazar-Regime untersagt, so kursierten sie im Samisdat. Alegre kehrte 1974 nach Portugal zurück, eine Woche nach Beginn der Nelkenrevolution.
Unmittelbar anschließend trat er der Sozialistischen Partei bei und wurde bei jeder Wahl seit 1975 ins Parlament gewählt. Gegenwärtig ist er einer der Parlaments-Vizepräsidenten und hat einen Sitz in dem den Präsidenten beratenden Staatsrat.
Verschiedene seiner Gedichte wurden vertont, gesungen unter anderen von José Afonso und Adriano Correia de Oliveira und gespielt von Carlos Paredes.
Eines seiner Gedichte, Uma flor de verde pinho, gewann beim 1976er Festival RTP de Canção und repräsentierte Portugal beim Eurovision Song Contest.
Im Jahr 2004 verlor er die Wahl um den Parteivorsitz gegen José Sócrates.
2005 wurde zu seinen Ehren in Coimbra eine Statue errichtet.
Am 24. September 2005 gab er bekannt, dass er trotz der offiziellen Unterstützung seiner Partei für den früheren Präsidenten Mário Soares bei den Präsidentschaftswahlen 2006 kandidieren werde. Bei den Wahlen am 22. September 2006 erhielt er 20,6 % der abgegebenen Stimmen, den zweithöchsten Stimmenanteil nach dem gewählten Aníbal Cavaco Silva und vor Mário Soares.

## Werke
Lyrik
- Praça da Canção (1965)
- O Canto e as Armas (1967)
- Um barco para Ítaca (1971)
- Letras (1974)
- Coisa Amar, Coisas do Mar (1976)
- Novo do Achamento (1979)
- Atlântico (1981)
- Babilónia (1983)
- Chegar Aqui (1984)
- Aicha Conticha (1984)
- Obra Poética, Vol. I, O Canto e as Armas (1989)
- Obra Poética, Vol. II, Atlântica (1989)
- Rua de Baixo (1990)
- A Rosa e o Compasso (1991)
- Com que Pena (1992)
- Sonetos do Obscuro Quê (1993)
- Coimbra Nunca Vista (1995)
- Trinta Anos do Poesia (1993)
- As Naus de Verde Pinho (1996)
- Alentejo e Ninguém (1996)
- Che (1997)
- Senhora das Tempestades (1998)
- Pico (1998)
- Rouxinol do Mundo (1998)
- Obra Poética (1999)
- Livro do português Errante (2001)
- Diálogos = Cristina Valada + Manuel Alegre (2001)

Prosa
- Jornada de África (1989)
- O Homem do País Azul (1989)
- Alma (1995)
- Contra a Corrente (1997)
- A Terceira Rosa (1998)
- Uma Carga de Cavalaria (1999)
- Arte de Marear (2002)
- Cão como Nós (2002)
- Um Velho em Arzila (2003)
- Rafael (2004)
- O Quadrado (2005)

In deutscher Übersetzung erschienen
- Manuel Alegre: Gedichte und Prosa sowie ein Interview mit dem Autor. Übertragen von Sarita Brandt. TFM, Frankfurt am Main 1998, ISBN 3-925203-57-5.
- Rafael. Roman. Aus dem Portugiesischen von Markus Sahr. Edition Erata, Leipzig 2007, ISBN 978-3-86660-029-4.
- Cão como nós. Ein Hund wie wir. Aus dem Portugiesischen von Markus Sahr. TFM, Frankfurt am Main 2011, ISBN 978-3-939455-05-9 (zweisprachig).

## Auszeichnungen
1999 erhielt er den Prémio Pessoa. 2017 wurde Alegre Preisträger des Prémio Camões, des bedeutendsten Literaturpreis des portugiesischen Sprachraums. In der Jury des zweiten hochrenommierten portugiesischen Literaturpreises, des Prémio LeYa, fungiert Alegre als Präsident.